# Montes de Tunka
Los montes de Tunka (en ruso: Тункинские Гольцы; Tunkinskiye Goltsy) son las estribaciones más orientales de los montes Sayanes. Los 180 km de longitud de esta cordillera se extienden por los distritos Okinski y Tunkinski de la república de Buriatia, en Rusia. 
El macizo está compuesto de esquistos cristalinos y granitos. La vegetación de alrededor de la cumbres es de tipo alpino. La parte superior de la cordillera está entre los 3.000 y 3.300 m, siendo el punto más alto el pico Strelnikova de 3.284 m. Otro pico importante es el Shelijov (2.811 metros). Por debajo de los 2.000 metros la vegetación predominante es la taiga con coníferas y por encima de esa cota, encontramos tundra de montaña. En las laderas de estos montes nacen varios afluentes del río Irkut y otros afluentes del río Angará.